# Johan Erik Åkerberg
Johan Erik Åkerberg, född 1811 i Enköping, död 28 december 1854 i Paris, var en svensk målare och gravör.
Åkerberg var gift med Emerentia Lovisa Berg men äktenskapet upplöstes genom skilsmässa. Han var elev vid Det Kongelige Danske Kunstakademi i Köpenhamn 1836 och medverkade i Charlottenborgsutställningarna bland annat med ett porträtt av professor FC Bornemann. Som gravör utförde han på Riksbankens uppdrag prov på nya sedlar 1843–1846. 